# فاليريوس أنتياس

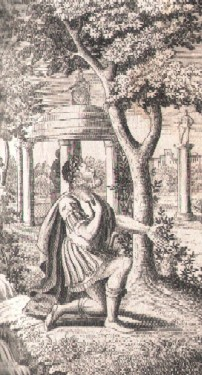

كان فاليريوس أنتياس (المولود في القرن الأول قبل الميلاد) عالمًا رومانيًا قديمًا ذكره تيتيوس ليفيوس كمصدر. لا تتبق أعمال كاملة له، ولكن من الأجزاء الخمسة والستين التي ذُكر في أعمال مؤلفين آخرين أنها أعماله، استُنتج أنه كتب تاريخ روما القديمة في خمسة وسبعين كتابًا على الأقل. وآخر حدث أرّخه ذكره في أجزاء ورثة الخطيب، لوسيوس ليكينيوس كراسوس، الذي توفي عام 91 قبل الميلاد. من بين سبعين إشارة إلى أنتياس في الأدب الكلاسيكي (اليوناني واللاتيني)، ذُكر في واحد وستين مرة كسلطان في التاريخ الروماني الأسطوري. 

## حياته
لا يُعرف الكثير عن حياة فاليريوس أنتياس.
كانت عائلته فاليري أنتييتس، فرع من عشائر فاليريا المقيمة على الأقل من العصور الجمهورية المبكرة على مقربة من أنتيوم (مدينتي أنسيو ونيتونو الحديثتين). وربما كان قد انحدر نسله من لوسيوس فاليريوس أنتياس.
لعله كان معاصرًا أصغر سنًا من كوينتوس كلاديوس كوادرغيريوس وعاش في زمن سولا، على الرغم من أن بعض العلماء يعتقدون أنه كان معاصرًا ليوليوس قيصر وكتب عمله بعد 50 عاماً قبل الميلاد، لأنه لم يكن معروفًا لشيشرون، الذي لا يذكره في تعداد المؤرخين المشهورين. لقد كان من أهم من يسمّون «بالمؤرخين الشباب». 

## عمله
بدأ عمل أنتياس المفقود بالكامل تقريبًا -والذي جرى الاستشهاد به كحلول قديمة أو تأريخ- في روايته للتاريخ الروماني مع تأسيس روما وامتد على الأقل إلى سنة 91 قبل الميلاد. يتناول الكتاب الثاني الملك الروماني الأسطوري نوما بومبيليوس، ويتمحور الكتاب الثاني والعشرين حول الاستسلام لجايوس هوستيليوس مانسينوس في عام 136 قبل الميلاد. 
لم يُعد عمل أنتياس موثوقًا به . لذلك ينتقد ليفيوس أعداده المبالغ فيها من الأعداء القتلى والأسرى في الحروب الرومانية. بدا في بعض الأحيان أنه يختلق معارك. لكن في بعض الأحيان قدم القيم الصحيحة، يمكن استنتاج هذه القيم الصحيحة من المقارنة مع بعض القيم المعطاة من بوليبيوس.
شملت رواية أنتياس من كل عام تخصيص القوات والمحافظات، التكهنات الهامة، المعارك، تأسيس مستعمرات جديدة، إلخ. وفي نهاية وصف كل عام، تحدث عن المسرحيات وافتتاح المعابد والأخبار الأخرى، على وجه الخصوص الأحداث في مدينة روما. تحت تأثير التأريخ الهلنستي، ربط أنتياس قصصه الطويلة جدًا بالإثارة للترفيه عن قُرائه. ونسج الروايات القصيرة في الغالب للمؤرخين الأكبر سناً بتفاصيل درامية وروي الأساطير والمعجزات. قام بتزوير التقرير المتعلق بمحاكمات إخوان سكيبيو (قارن ليفيوس 38.50-60) ويبدو أنه اخترع مناصب عليا وأفعالًا لأفراد من منزله، مثل جين فاليريا، الذي عاش في الجمهورية الرومانية المبكرة. وبسبب عدم وجود مصادر موثوقة حول هذه الأوقات المبكرة، يمكن أن تُدحض ادعاءاته. أعطى أنتياس رواية عقلانية حول اكتشاف توابيت مع كتب الملك نوما، التي كُشف عنها بسبب المطر لا التنقيب كما هو الحال في التقاليد القديمة. كان أسلوب أنتياس بسيطًا، ولكن ليس قديمًا، وقد اعتبر ماركوس كورنيليوس فرونتو لغته وأسلوبه غير جذابين. لذلك، نادراً ما تم الاستشهاد به حرفيًا في القواعد النحوية اللاحقة.

## الإرث
وفق وجهة نظر قديمة نابعة من تأثير أنتياس على ليفيوس، اعتمد الأخير بشكل أساسي على المذكور في الكتب الليبرية 1-10، والتاريخ الأسطوري لروما. لتوضيح هذا التأثير المحتمل، قارن هوارد بين كل أجزاء أنتياس والقصص المكافئة لدى ليفيوس. واستنتج أنه لا يوجد دليل على هذا التأثير (تأثير أنتياس) في الكتب العشرة الأولى. من بين ذلك، كان هناك عشرون جزءًا تعود لنفس الفترة، لم يستخدم ليفيوس أيًا منها، إما حذُفت المعلومات أو لم يتفق معها بشكل صريح.

يقول هوارد: 
«إن الحجة القائلة إن ليفيوس استفاد من أنتياس بشكل كبير وذكره فقط في حالة الخلاف لا أساس لها على الإطلاق، لأننا رأينا أربع عشرة حالة محددة، على الرغم من أن ليفيوس لم يذكره فيها، إلا أنه لم يوافق على تصريحاته كما هو معروف لنا من مصادر أخرى، أو تجاهل تصريحاتهُ تمامًا....».
على سبيل المثال، في الجزء الأول، أوصت لارنتيا بممتلكاتها إلى رومولوس. ولم يذكر ليفيوس ذلك. يذكر الجزء الثالث أن 527 من نساء سابين تم اختطافهن، يقول ليفيوس إن الرقم أكبر من 30.  طوال المدة التي غطاها ليفيوس، 33 جزءًا من أنتياس ذكرها ليفيوس. يختلف معه في ستة منها، وينتقد أحد عشر، يقتبس من أنتياس عشرة يتفق فيها معه، ولكن في وقت لاحق يدحض اثنين.
يختتم هوارد باستخفاف: «بناءً على أدلة مثل هذه، يُطلب منا أن نصدق أن أنتياس كان مصدر أجزاء كبيرة من تاريخ ليفيوس وأن ليفيوس اتبعه بشكل أعمى، على الأقل في الأجزاء الأولى من عمله».